# Isaak (Äthiopien)
Isaak oder Yeshaq I. (äthiop. ይሥሓቅ, Thronname Gabra Masqal II. ገብረ መስቀል, „Diener des Kreuzes“) († 1429) war von 1414 bis zu seinem Tod Negus Negest (Kaiser) von Äthiopien sowie ein Mitglied der Solomonischen Dynastie. Er war der zweite Sohn Davids I. und damit der jüngere Bruder Tewodros I. (auch Theodor I. genannt).
Isaak führte die schon vor seiner Regierungszeit begonnenen Feldzüge gegen die Falaschen fort und drang in das Gebiet der Shanqella bis über Agawmeder hinaus ein. Im südlichen Teil Äthiopiens kämpfte er gegen die Söhne von Sa'ad ad-Din II. die aus ihrem Exil in Arabien zurückgekehrt waren.
Als erster äthiopischer Herrscher seit dem Aksumreich suchte Isaak den Kontakt zu einem europäischen Herrscher. Mittels zweier Würdenträger überbrachte er einen Brief an Alfons V. von Aragon, der den König 1428 erreichte. Darin schlug er ein Bündnis gegen die Muslime vor, welches durch eine Doppelehe besiegelt werden solle. Dies erfordere, dass der Infant Don Pedro zusammen mit einer Gruppe Handwerker nach Äthiopien komme, um dort die Tochter Isaaks zu heiraten.
Unbekannt ist, ob und auf welche Art Alfonso auf diesen Brief reagierte. In einem Brief, der den Nachfolger Isaaks, Zara Yaqob, 1450 erreichte, schreibt Alfonso, dass er gern Handwerker nach Äthiopien schicke, sofern ihre sichere Anreise garantiert werden könne, da zu einem früheren Zeitpunkt eine dreizehnköpfige Gruppe seiner Untertanen auf dem Weg nach Äthiopien vollständig umgekommen war.
Taddesse Tamrat glaubt, dass die wesentlichen Quellen den Tod Isaaks im Kampf gegen die Muslime verschleiern. Dahingegen gibt E. A. Wallis Budge an, dass er ermordet wurde und in Tadbaba Mariam begraben ist.